# Martin Unrein
Martin Unrein (1 de enero de 1901 - 22 de enero de 1972) fue un general alemán durante la II Guerra Mundial quien comandó varias divisiones.

## Carrera
Unrein se alistó al Ejército alemán en las últimas etapas de la I Guerra Mundial y después se unió al restablecido Reichswehr, donde ocupó varios puestos regimentales a lo largo de la década de 1930. En septiembre de 1940, fue promovido a teniente-coronel y asignado al OKW. El 15 de septiembre de 1941, fue seleccionado al mando de un batallón de motocicletas en la 6.ª División Panzer. El batallón fue casi por entero destruido en los combates a las afueras de Moscú, y Unrein fue sometido a una corte marcial, pero fue absuelto de toda culpa.
El 10 de septiembre de 1943, recibió la Cruz de Caballero de la Cruz de Hierro. El 29 de octubre de ese año, fue seleccionado para el mando de la 14.ª División Panzer, que pronto iba a ser enviada al frente oriental. El 26 de junio de 1944, recibió las Hojas de roble de la Cruz de Caballero. El 11 de febrero, fue promovido al mando del III Cuerpo Panzer SS y permaneció en el Cuerpo hasta el 5 de marzo. El 4 de abril fue seleccionado al mando de la recién formada División Panzer Clausewitz.

## Condecoraciones
- Cruz de Hierro (1914) 2.ª Clase (5 de septiembre de 1918)[1]
- Broche de la Cruz de Hierro (1939), 2.ª Clase (12 de octubre de 1939) & 1.ª Clase (4 de julio de 1940)[1]
- Broche de la Lista de Honor (18 de abril de 1943)[1]
- Cruz Alemana en Oro el 28 de febrero de 1942 como Oberstleutnant en Kradschützen-Bataillon 6[2]
- Cruz de Caballero de la Cruz de Hierro con Hojas de Roble
  - Cruz de Caballero el 10 de septiembre de 1943 como Oberst y comandante del Panzergrenadier-Regiment 4
  - 515.ª Hojas de Roble el 26 de junio de 1944 como Generalmajor y comandante de la 14.ª División Panzer